# Fantastic
Fantasticul e o categorie estetică fondată pe un contract de ficțiune, ce narează intruziunea supranaturalului într-un cadru realist, altfel spus, apariția unor fapte inexplicabile (cel puțin din punctul de vedere teoretic) într-un context familiar cititorului.
Astfel, fantasticul se situează între teritoriul miraculosului, unde supranaturalul este acceptat și justificat și cel al straniului, în care faptele aparent supranaturale sunt acceptate ca fiind absolut normale. Spre deosebire de aceste două situatii, în fantastic eroul, dar și cititorul are reacția de a refuza faptele supranaturale. Această reacție de refuz poate fi însoțită de dubitație, respingere sau chiar teamă.
Fantasticul este adesea legat de o atmosfera specială, de un fel de crispare la întâlnirea cu imposibilul.
Frica este si ea adesea prezentă, fie în câmpul eroului, fie din dorința autorului de a provoca angoasa cititorilor. Cu toate acestea, ea nu este o condiție „sine qua non” a fantasticului.
Potrivit unor teoreticieni literari (Roger Caillois și Tzvetan Todorov), fantasticul nu ar constitui decât o ezitare în acceptarea supranaturalului și în tentația găsirii unei explicări raționale a acestuia. Fantasticul nu ar fi atunci decât stabilirea unei tranziții sau a unui echilibru savant între miraculos și straniu.

## Fantasticul în literatura română
Cea mai veche scriere de tip fantastic din literatura română este Istoria ieroglifică, de Dimitrie Cantemir.  Personajele acestui roman sunt animale, unele dintre ele fabuloase. Dar abia în romantismul secolului al XIX-lea se conturează fantasticul literar, proza fantastică ajungând la maturitate odată cu nuvelele lui Mihai Eminescu: Sărmanul Dionis, Cezara, Avatarii Faraonului Tla șa.  Urmează scrierile lui IL Caragiale : La hanul lui Mânjoală, Kir Ianulea, dar și o serie de povestiri pe teme folclorice, ca Neghiniță a lui Delavrancea.  Tot fantastic de tip romantic apare și în proza interbelică, mai ales la Vasile Voiculescu, unde temele folclorice și celele mistice sunt pe primul plan, dar și în proza lui Cezar Petrescu, unde fantasticul este modernizat tematic: Adevărata moarte a lui Guynemer, Baletul mecanic. Un loc special îl ocupă proza fantastică a alui Mircea Eliade. Povestiri precum La țigănci sau romanele Noaptea de Sânziene, Nouăsprezece trandafiri anunță fantasticul de tip magic. Poza contemporană cultivă în exces un astfel de tip de fantastic (Ștefan Bănulescu,  DR. Popescu, George Bălăiță, Tudor Dumitru Savu), dar și unul consolidat de postmodernism, ca în proza lui Mircea Horia Simionescu. Fantasticul se diversifică în perioada post-decembristă, printr-o explozie de scrieri, în special romane. Povestirea lui  Ioan Groșan, „Trenul de noapte” face începutul acestei tendinței post-Eliade. Urmează Mircea Cărtărescu, Doina Ruști,  Filip Florian, scriitoriii îndreptându-se treptat și spre alte subgenuri, de la fantasy, la literatura de anticipație, aceeasta din urmă fiind destul de bine reprezentată, încă de la sfârșitul anilor 80.

## Relația dintre fantastic șiScience-fiction
Se consideră, de obicei, fantasticul apropiat de literatura S.F. dar se pierde astfel din vedere faptul că literatura de anticipație are un context care nu e contemporan cititorului, și în care evenimentele care par iraționale in prezent sunt perfect justificate în acel context (tehnico-științific) viitor.
În mai multe limbi se mai face greșeala de a se denumi fantastice toate textele care alcătuiesc genul Fantasy, cum ar fi cele ale lui J.R.R. Tolkien, care potrivit definiției clasice a lui Tzvetan Todorov aparțin totuși zonei miraculosului.

## Literatura fantastică
Povestirile fantastice au abundat în literatura mondială și au fost, parcă, scrise din totdeauna, a se vedea de exemplu povestea Graalului sau basmele din ciclul „O mie și una de nopți”.
Printre precursorii literaturii fantastice s-ar putea număra și Voltaire sau Jonathan Swift care își camuflează satira în aceste lumi iraționale, sau romanele negre ale unor William Beckford (Vathek), Matthew Gregory Lewis (Călugărul).
Autorii din secolul al XIX lea au compus texte în care miraculosul își joaca rolul său. Ar trebui amintiți în aces context Honore de Balzac, care utilizează fantasticul din categoria miraculosului în „La peau de chagrin”, Guy de Maupassant ce își exorcizează demonii cu ajutorul fantasticului în "Le Horla", Jules Verne, care explică supranaturalul cu ajutorul științei în „Le château des Carpates” (Castelul din Carpați), Oscar Wilde îl integrează în linia poveștilor filozofice în "The Portrait of Dorian Gray" (Portretul lui Dorian Gray), Mary Shelley ce reia mitul Golemului în Frankenstein sau Bram Stoker cu celebrul său roman și personaj Dracula.

## Subgenuri ale fantasticului
Fantasticul poate uneori fi decupat în subgenuri, dar, ca orice clasificare, și aceasta are anumite limite.
O posibilă clasificare ar putea fi următoarea:
- Fantasticul contemporan: într-o lume contemporană și familiară personajele sunt confruntate cu evenimente iraționale
- Horror: în contextul fantasticului contemporan personajele se confruntă cu morți violente, provocate de forțe oculte, oricât de mult ar fi scoasă în evidență latura aceasta sanguinară, ele vor sa producă groază mai mult decât sa vorbeasca limba fanstasticului
- Fantasticul medieval: (pe care ar trebui sa-l numim „miraculos medieval”, a se vedea și explicația anterioară): lumea respectivă are o tehnologie și un sistem social care amintesc de Evul Mediu (un sistem social feudal bazat pe servitute, tracțiune animală, mori de grâu, etc), dar elementele de magie și creaturile ce apăreau în legende sau mituri sunt reale. El reprezintă un fel de basm revizitat
- Toate tipurile de Fantasy

## Tipuri deFantastic
Deși genul Fantasy conține mai multe categorii (existând respectiv un light, dark, science, epic Fantasy, etc.), textele publicate sub acest nume aparțin mai ales de Heroic Fantasy sau de High Fantasy.
Daca am defini foarte simplu o operă de Fantasy drept o povestire care se derulează într-o lume în care miraculosul, magia, elementele supranaturale sau imposibile sunt esențiale, care are o atmosferă de inspirație medievală și uneori si caracter epic, putem distinge două categorii:
Prima, Low Fantasy, e cea în care supranaturalul irumpe în lumea normală în vreme ce cea de-a doua, denumită High Fantasy, e narațiunea în care povestirea are loc într-o lume imaginată în totalitate de autor, într-o lume secundară (populată de ființe fantastice, acesta e cel de-al doilea criteriu al categoriei High Fantasy).
Termenul de "Lumea secundară" a fost popularizat de J.R.R. Tolkien (1892 - 1973), autorul Stapânului inelelor: numele acesta este asociat frecvent cu High Fantasy, iar opera sa își frapează cititorii prin bogăția, coerența și verosimilitatea lumii inventate de profesorul britanic, din Țara de mijloc încât se uită adesea că acest teritoriu nu este complet!

## Articol conex
- Lista de creaturi fantastice

## Autori de texte fantastice
- Douglas Adams
- Jacob Eric Simon
- Marcel Aymé
- Honoré de Balzac
- J.D. Beresford
- Robert Bloch
- Pétrus Borel
- Jorge Luis Borges (Biblioteca Babel)
- Dino Buzzati (K, ...)
- Jacques Cazotte (Diavolul indragostit)
- August Derleth
- David Farland
- Claude Farrère
- Neil Gaiman
- Théophile Gautier
- Robert Ervin Howard
- Stephen King, și sub pseudonimul Richard Bachman
- Dean Koontz
- Georges Langelaan
- Ursula K. Le Guin
- Fritz Leiber
- Howard Phillips Lovecraft
- Anne McCaffrey
- Arthur Machen
- Richard Matheson
- Guy de Maupassant ( Horla)
- Prosper Mérimée
- Haruki Murakami
- Michael Moorcock
- Gérard de Nerval
- Charles Nodier
- Thomas Owen
- Eden Phillpotts
- Edgar Allan Poe
- Jean Potocki
- Terry Pratchett
- Ray Bradbury
- Jean Ray
- Maurice Renard
- Anne Rice
- Claude Seignolle
- Bram Stoker
- Theodore Sturgeon
- John Ronald Reuel Tolkien
- Jules Verne
- Auguste Villiers de l'Isle-Adam
- Roger Zelazny
- René Barjavel

## Autori români de literatură fantastică
- Ștefan Bănulescu
- I.L. Caragiale
- Mircea Cărtărescu
- Vladimir Colin
- Oliviu Crâznic
- Mircea Eliade
- Doina Ruști
- Mircea Horia Simionescu
- Ioan Groșan
- George Bălăiță
- Mihai Eminescu
- Gala Galaction
- Cezar Petrescu
- Liviu Radu
- Vasile Voiculescu